# Nain (mythologie nordique)
Pour les articles homonymes, voir Nain et Nain (créature fantastique).

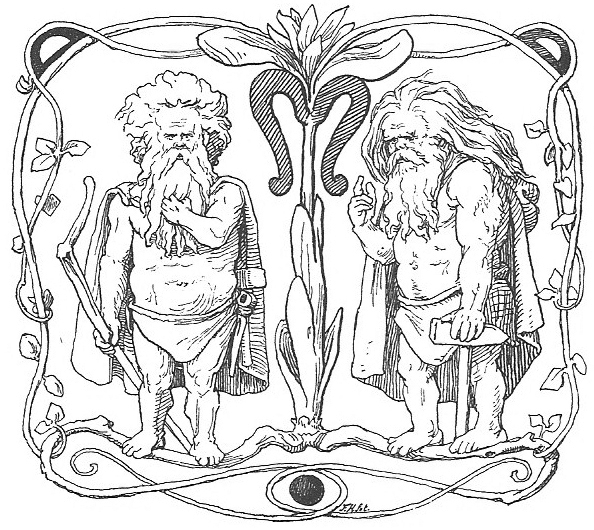
Deux Nains (illustration de la Völuspá par Lorenz Frølich, 1895)

Dans la mythologie nordique, les nains (dvergr en vieux norrois) sont des créatures vivant sous terre, dans les pierres ou les montagnes. Ils sont mentionnés dans les Eddas et les sagas nordiques et se caractérisent par leur habileté (surtout en tant que forgerons), et possèdent parfois des pouvoirs magiques et une grande sagesse. Les nains sont responsables de la fabrication de la majorité des attributs divins, mais demeurent parfois opposés aux dieux, et sont souvent confondus avec les alfes noirs et les jötnar. À l'origine, ils n'étaient pas décrits de petite taille, cette caractéristique est apparue dans les sagas tardives. La croyance en des nains caricaturaux, de petite taille et généralement malins et mystérieux, est restée dans le folklore populaire germanique après la christianisation.

## Étymologie
Les nains s'appellent dvergr en vieux norrois, dweorg en vieil anglais et zwerc ou gitwerc en vieux haut-allemand. L'étymologie est incertaine. Elle a été rapprochée du proto-indo-européen (PIE) *dheur (« dégât »). Une autre proposition est le PIE *dʰrewgʰ-, qui a donné les mots allemands Traum (« rêve »), et Trug (« tromperie »), d'où on pourrait déduire la signification d'« image trompeuse ».

## Origine
Régis Boyer a étudié de près la pensée religieuse des anciens germano-scandinaves, et note que le culte des morts et des ancêtres est à la base de toutes les autres croyances. Pour lui, « les nains semblent avoir été les morts, comme le suggère l’étymologie de dvergr (“Tordu”), puisque les défunts étaient inhumés en position fœtale ». Claude Lecouteux rejoint cette analyse. Les géants et le petit peuple sont liés à la mort, aux revenants et au double. Le vieux norrois attribue d'ailleurs aux nains des noms tels que « Trépassé » et « Cadavre », aux côtés d'autres comme « Tordu », « Bossu », « Menuisier » et « Trompeur ». Pour une partie des chercheurs, les nains sont, ainsi qu'un grand nombre de créatures et de dieux mythologiques, issus de la personnalisation de forces naturelles. Claude Lecouteux suppose qu'ils étaient originellement des « esprits » liés à la terre et aux tertres, lesquels ont revêtu une forme humanoïde dans la mythologie nordique.
D'autres théories plus rares et plus anciennes citent Héphaïstos (Vulcain chez les Romains), dans la mythologie grecque, qui est figuré comme nain dans ses plus anciennes représentations, peut-être influencées par les dieux égyptiens Bès et Ptah. En raison de ses activités d'artisan et de forgeron, il a été rapproché des nains germaniques par Lotte Motz. Mais les étymologistes voient dans les nains de la mythologie nordique et des croyances populaires une « collectivité » ou un « peuple », le lien entre Héphaïstos et les nains germaniques est également contesté du fait qu'aucun d'entre eux n'est boiteux.
La mythologie grecque mentionne les Telchines, les Cabires et les Dactyles, petites divinités liées aux montagnes et aux arts de la forge, que certains érudits, comme Carl Gustav Jung et Jules Michelet, ont comparées aux nains germaniques.

## Cosmogonie nordique

### Gylfaginning

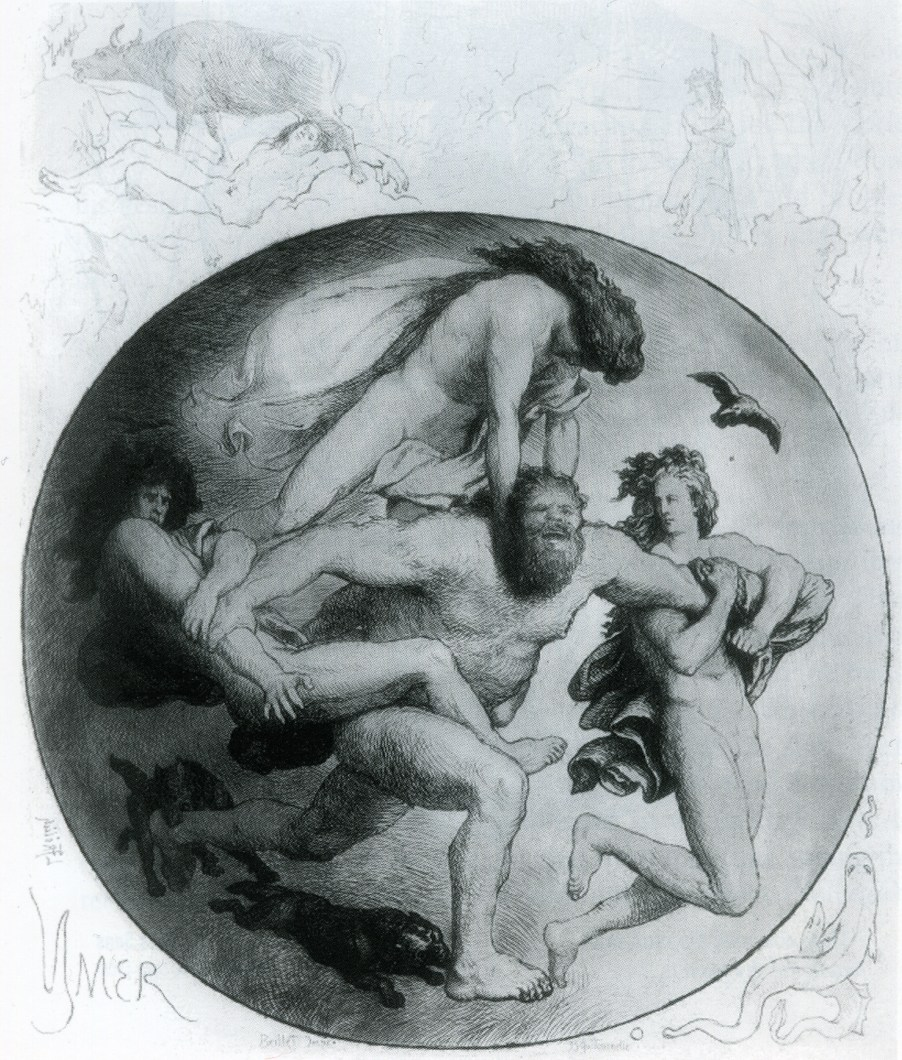
Le géant Ymir, tué par Odin et ses frères, aurait nourri des vers qui sont à l'origine des nains selon le Gylfaginning.

Dans la cosmogonie nordique, que Snorri Sturluson couche tardivement par écrit au XIIIe siècle dans le Gylfaginning, le géant primordial Ymir est tué puis démembré par Odin et ses frères, le monde étant créé à partir de son corps. Snorri ajoute que les nains sont originellement des vers trouvés dans le cadavre du géant, auxquels les dieux donnent forme humaine et intelligence, mais qui du fait de leur origine, continuent à vivre sous terre et dans les pierres. Pour Pierre Dubois, Odin a voulu se concilier les vers qui lui rappellent trop son crime en les traitant en alliés, d'où la multitude de dons qu'il leur a faits. « Et c'est ainsi que, approximativement, naissent les nains dans les Eddas. » La question de l'historicité de ce récit fait débat, Jan de Vries y voit une spéculation récente et Helmut de Boor pense qu'il s'agit d'une invention. Pour Claude Lecouteux, « la naissance d'être vivants de la putréfaction n'est pas une idée neuve », mais ce récit a pu être influencé par ceux de Virgile ou de Pline l'Ancien. 
Snorri signale aussi, dans le même texte, que le ciel formé du crâne d'Ymir est porté aux quatre coins cardinaux par des nains, Nordri (Nord), Sudri (Sud), Austri (Est) et Vestri (Ouest). Ce concept a pu être influencé de l'Atlas grec qui porte la terre. Toutefois, le poème scaldique du Xe siècle Olafsdrápa (26) propose le kenning níðbryðra Norðra (« fardeau des relations de Nordri ») pour désigner le ciel, ce qui suggère qu'il ne s'agit pas d'une invention de Snorri. De plus, en vieux norrois, les poutres qui maintiennent le toit sont appelées dvergar, « nains ». Il existe également une représentation de nains portant le ciel sur un bas-relief d'une tombe de l'âge des Vikings à Haysham (Angleterre).

### Völuspá
Le poème eddique Völuspá se focalise sur les nains des strophes 9 à 16. La strophe 9 mentionne la création des nains « Du sang de Brímir / Et des os de Bláinn », (il s'agit de noms du géant Ymir dont le corps a servi pour créer la Terre). À la strophe 10, on lit que Mótsognir est le plus grand de tous les nains, et Durin est son second. Ensemble, ils façonnent « des êtres à forme humaine » en grand nombre. Suivent six strophes listant des noms de nains. Ces strophes sont énigmatiques et plusieurs interprétations ont été proposées.
Il pourrait s'agir que ces nains façonnent tous les autres nains, un peu sur le modèle de la création biblique d'Adam et Ève. Cette version a probablement inspiré Tolkien pour créer les nains de la Terre du Milieu. Une autre interprétation serait que les nains ont façonné l'humanité à qui les Ases donneront ensuite l'esprit (strophe 18). Selon cette interprétation, c'est l'arrivée des trois géantes qui aurait rendu l'humanité nécessaire, puisque les hommes tombés au combat deviennent les Einherjar qui combattent les forces du chaos aux côtés d'Odin. Les trois géantes qui provoquent cette crise chez les dieux sont généralement interprétées comme étant les Nornes, qui tissent le destin de tous, y compris des dieux. En tous cas, l'idée que des nains ont créé « des êtres à forme humaine » correspond bien à leur activité de façonneurs et forgerons que l'on trouve dans d'autres mythes nordiques.

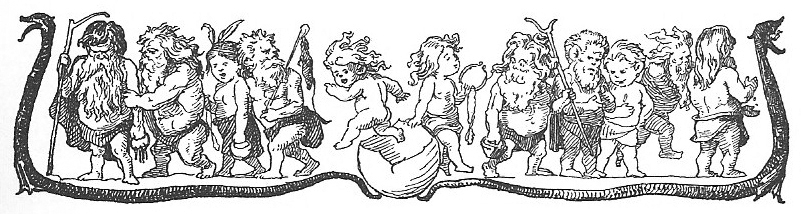
Les nains de la Völuspa vus par Lorenz Frølich dans Den ældre Eddas Gudesange, 1895.

## Caractéristiques

### Apparence
Les textes mythologiques ne donnent aucune information relative à la taille des nains, et il n'y a aucune raison de penser qu'ils étaient de petite taille dans l'imaginaire païen. Cette représentation apparaît dans les sagas tardives, où ils sont décrits petits et généralement laids. Dans les sources mythologiques, les géants sont leurs parents ou leurs enfants plus d'une fois, et un même personnage peut être alternativement décrit comme un géant ou un nain, le forgeron Reginn étant un exemple. D'après Claude Lecouteux, ils pourraient prendre la taille qu'ils veulent.

### Résidence
Cette idée que les nains vivent sous la terre et les montagnes est profondément inscrite dans les croyances nordiques. Ceci est attesté dans les kenningar des XIe et XIIe siècles ainsi que dans les sagas des XIIIe et XIVe siècles. L'expression en vieux norrois pour « écho » est dvargmáli, ce qui confirme l'idée des nains gisant dans les montagnes. Des sagas tardives expliquent que pour attraper des nains, il faut attendre qu'ils surgissent de leurs pierres. La Völuspá dénombre une soixantaine de nains dont la moitié vivent sous terre, le reste dans les pierres ou un tertre. Dans le poème eddique Alvíssmál, le nain Alvíss explique à Thor qu'il vit dans la terre, sous une pierre. Dans le poème scaldique Ynglingatal (strophe 5) ainsi que dans la Saga des Ynglingar de Snorri (qui paraphrase le poème), un nain attire le roi suédois Sveigdir dans une pierre.
Dans l’Edda de Snorri, lorsque les dieux décident de chercher le lien Gleipnir pour lier Fenrir (Gylfaginning 34), l'auteur parle de « descendre au Svartalfaheim » pour trouver les nains. La direction est bien vers le bas, mais dans ce cas, ainsi que dans le mythe de l'or d'Andvari (Skáldskaparmál), les nains sont décrits vivant à Svartalfaheim qui est censé être la résidence des alfes noirs. La différence entre les nains et les elfes est donc floue chez Snorri.
La strophe 37 de la Völuspá mentionne que les « enfants de Sindri », qui désignent les nains, vivent dans une salle d'or au nord à Nidavellir (« Plaine Obscure »). Ceci ne correspond pas aux autres mentions de lieux de résidence des nains ; dans les pierres et montagnes.

### Capacités

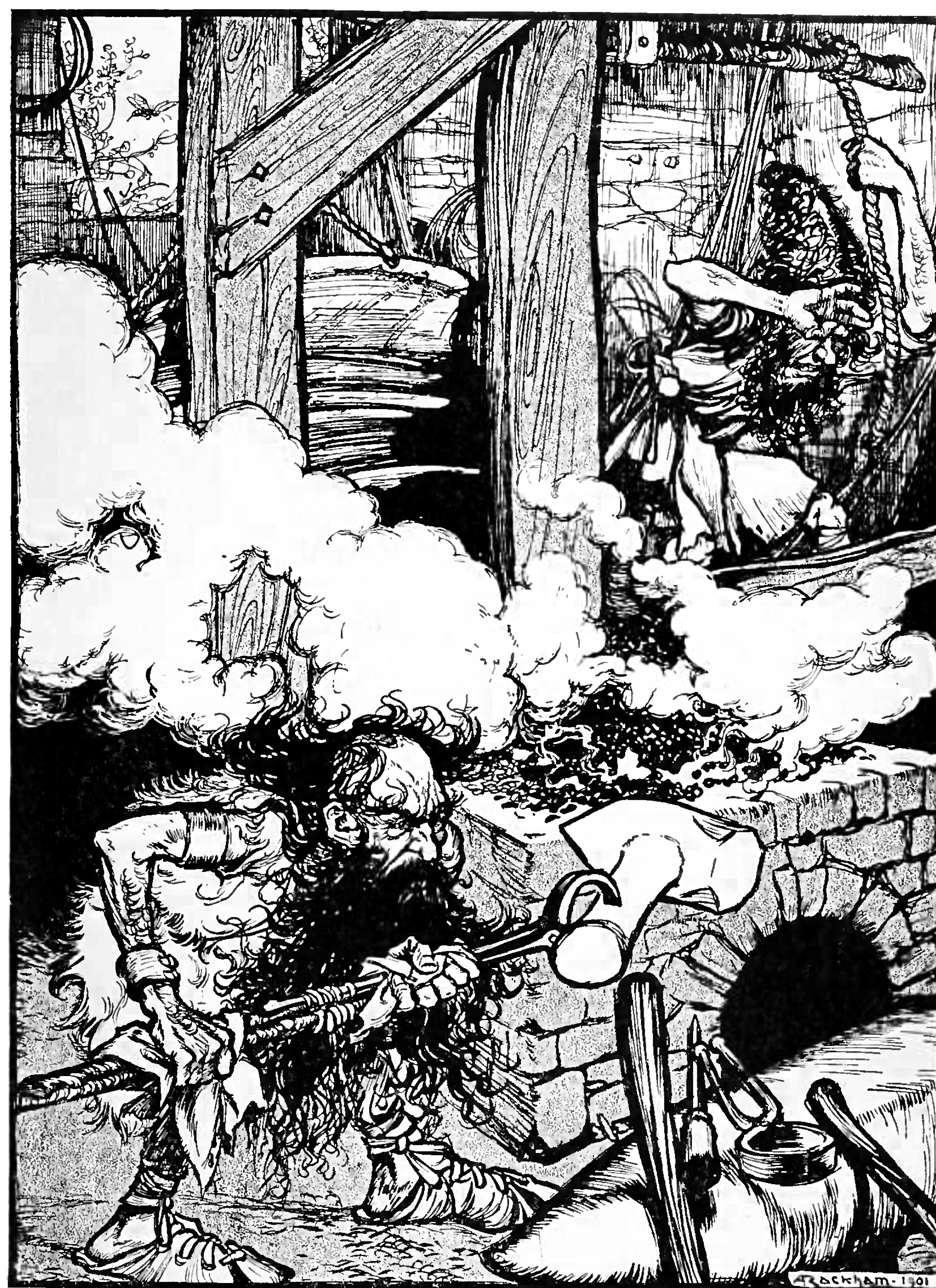
Le nain Brokk forgeant le marteau Mjöllnir, sur un dessin d'Arthur Rackham en 1907.

Snorri Sturluson est à l'origine de l'image des nains artisans et forgerons, à la dextérité légendaire. Les noms de plusieurs nains qui apparaissent dans les thulur suggèrent leur dextérité, ou leur qualité de forgerons ; Hanarr (« Artiste de ses mains »), Nýráðr (« Nouveau Conseiller »), Næfr (« Le Capable »), Draupnir (voir l'anneau Draupnir forgé par des nains),, etc.
Dans le Skáldskaparmál, les nains Fjalar et Galar tuent le dieu Kvasir et créent l'hydromel poétique de son sang, un breuvage qui sera ensuite récupéré par Odin au bénéfice des dieux et des poètes, mais les nains sont en général responsables de la fabrication d'objets. Snorri raconte également que les nains ont forgé les attributs les plus précieux des dieux. Lorsque le dieu malin Loki coupe le chevelure de Sif, la femme de Thor, il promet de se racheter en récupérant une chevelure d'or chez les nains. Les nains fils d'Ivaldi fabriquent cette chevelure, ainsi que le bateau Skidbladnir pour Freyr et la lance Gungnir pour Odin. Ensuite, Loki parie sur sa tête avec les nains Brokk et Eitri qu'ils ne pourraient pas fabriquer d'objets aussi précieux. Alors les nains se mettent au travail mais Loki métamorphosé en mouche tente de distraire Brokk qui actionne le soufflet. Les nains créent un verrat aux soies d'or Gullinbursti pour Freyr, l'anneau Draupnir pour Odin, et le marteau Mjöllnir pour Thor. Quand les dieux décident que le marteau de Thor est la meilleure arme des dieux face aux géants, Loki perd son pari. Il affirme qu'il a parié sa tête et non pas son cou, donc le nain Brokk se contente de lui coudre les lèvres. Dans la Gylfaginning, lorsque les dieux manquent à deux reprises de fabriquer une chaîne suffisamment puissante pour lier le loup monstrueux Fenrir, Odin fait fabriquer par les nains le lien magique Gleipnir qui fonctionne pour attacher le loup. Les nains sont également possesseurs d'objets précieux et d'or. Lorsqu'Odin, Hœnir, et Loki avaient besoin de récupérer suffisamment d'or pour compenser le meurtre du fils de Hreidmar, Loki est envoyé pour récupérer l'or du nain Andvari (Reginsmál, Skáldskaparmál). Freyja a également des objets précieux fabriqués par les nains ; un verrat doré Hildisvíni (Hyndluljód 7) et le collier des Brísingar (Sörla þáttr).
Les nains sont visiblement doués en magie également. Le nain Andvari prononce la malédiction sur son or, et il est capable de métamorphose. Les nains assistent parfois les dieux par la magie, notamment en forgeant leurs attributs magiques. On lit aussi dans les Hávamál à la strophe 160 que le nain Thjódrörir a appris un charme à Odin : « Par ses charmes donna la force aux Ases, / Aux Alfes, le renom, / La clairvoyance à [Odin]. » La sagesse est une caractéristique de plusieurs nains. Le nain Alvíss (Alvíssmál) répond correctement à toutes les questions de Thor, et son nom signifie « Tout-Savant ». D'autres nains connus des thulur le suggèrent par la signification de leurs noms : Fjǫlsviðr (« Le Très Sage ») et Ráðsviðr (« Le Sage Conseiller »).

### Personnalité
Malgré la forge de la plupart des attributs divins, les nains ne sont pas réellement des alliés des dieux, et ils possèdent un rôle plus proche de celui des jötnar. Les nains offrent des objets aux dieux et jamais l'inverse, et parfois ces objets sont récupérés de force. Lorsque le nain Andvari est contraint par Loki de donner son or, le nain prononce la malédiction sur son anneau, qui annonce la trame du cycle tragique de Sigurd. Ceci se retrouve dans le folklore germanique, les armes des nains possèdent un côté maléfique et leurs trésors, à l'image de l'or du Rhin, apportent la mort à leurs possesseurs. Dans l’Alvíssmál, le nain Alvíss finit tué par Thor pour avoir eu la présomption de demander la main de sa fille. Le même sort est réservé à des géants qui convoitent des déesses (Thrym et Thjazi). Dans l’Ynglingatal, un nain attire par ruse le roi suédois Sveigdir dans une pierre, où il gît avec des jötnar. Le roi n'est plus jamais revu.
Dans le folklore germanique médiéval, les nains sont foncièrement négatifs, inspirent la crainte et n'hésitent pas à s'attaquer aux hommes et à leur bétail, qu'ils blessent de la « flèche du nain », plus tard nommée « trait de l'elfe ». Elle est à l'origine de maladies, il existait des amulettes et des conjurations pour s'en protéger.

## Nains remarquables
- Alvíss (« Tout-Savant ») : Nain de l’Alvíssmál qui demande la main de la fille de Thor. Le dieu Thor le questionne toute la nuit de sorte que le Soleil levant le pétrifie[42].
- Andvari (« le prudent » ou « le guetteur »[44]) : Nain du Reginsmál et Skáldskaparmál capable de métamorphose en poisson. Il est à l'origine de la malédiction sur l'anneau ou l'or du cycle de Sigurd[45].
- Brokk (« Forgeron » ?) : Nain du Skáldskaparmál qui actionne le soufflet pendant que son frère Eitri (ou Sindri selon le manuscrit) forge Gullinbursti, Draupnir et Mjöllnir[46]. Ce dernier objet est jugé comme la meilleure arme des dieux, ainsi Brokk gagne son pari avec Loki, et lui coud les lèvres.
- Dvalin
- Fils d'Ivaldi : Nains forgerons de la chevelure d'or de Sif, de Skidbladnir et de Gungnir.
- Fjalar et Galar : Frères nains meurtriers de Kvasir et créateurs de l'hydromel poétique à partir de son sang.
- Fáfnir : Nain ou géant qui se métamorphose en dragon pour garder l'or maudit d'Andvari. Il est abattu par le héros Sigurd.
- Hreiðmarr : Père de Fáfnir et Regin. Il devient possesseur de l'or maudit d'Andvari et est tué par Fáfnir qui convoite le trésor.
- Mótsognir : Le plus grand des nains et leur créateur selon la Völuspá.
- Nordri, Sudri, Austri et Westri (« Nord, Sud, Est, Ouest ») : Quatre nains de la Gylfaginning qui représentent les points cardinaux et portent la voûte céleste.
- Regin : Fils de Hreiðmarr et frère de Fáfnir, il élève le héros Sigurd.